# بني الشماخ (المفتاح)

تعديل مصدري - تعديل

بني الشماخ هي إحدى قرى عزلة الجبر الاسفل بمديرية المفتاح التابعة لمحافظة حجة، بلغ تعداد سكانها 1282 نسمة حسب تعداد اليمن لعام 2004.